# Либерти (Индиана)
Либерти (англ. Liberty) — город и административный центр округа Юнион в штате Индиана в Соединённых Штатах Америки.
Согласно данным переписи населения США 2020 года число жителей города 
составляло 2 тысячи человек, что, для такого небольшого населённого пункта, существенно меньше (−6.2%), чем было во время предыдущей переписи проводившейся в 2010 году (2133 человек).

## История
Первое отделение Почтовой службы США было открыто в Либерти в 1824 году.
В настоящее время в городе функционируют начальная, средняя и старшая школа округа Юнион.
Несколько архитектурных объектов города включены в Национальный реестр исторических мест США.

## География
Город расположен примерно в 5 милях (8,0 км) к западу от границы со штатом Огайо.
Согласно данным Бюро переписи населения США, общая площадь Либерти составляет 0,86 квадратных мили (2,23 км2); всю эту территорию занимает суша.